# Cavalleria rusticana (novella)
Cavalleria rusticana è una novella appartenente alla prima raccolta di novelle di Giovanni Verga intitolata Vita dei campi, pubblicata da Treves a Milano nel 1880 e illustrata dall'artista ferrarese Arnaldo Ferraguti. È una storia d'amore e di gelosie, ambientata in un paese siciliano, Vizzini, nella seconda metà dell'Ottocento, in seguito all'Impresa dei Mille di Giuseppe Garibaldi del 1860 ed all'Unità d'Italia del 1861.

## Trama
La novella racconta la storia di Turiddu Macca, figlio di Nunzia, un bel giovane di famiglia povera appena tornato al paese natio dopo aver svolto il servizio militare. Turiddu si pavoneggia ogni domenica sfoggiando la divisa da bersagliere, ed in particolare il cappello della sua divisa diviene suo indumento abituale. Turiddu attira a sé gli sguardi curiosi e furbi dei monelli del paese e quelli di tutte le ragazze, che se lo mangiano con gli occhi. Il giovane ha però interesse solo per la bella Lola, figlia del massaio Angelo, suo interesse amoroso prima della leva. Turiddu viene a sapere che Lola si è fidanzata con compare Alfio, carrettiere di Licodia. 
Il giovane, dopo una serie di incontri con Lola, cerca di mettere una pietra sopra alla storia d'amore passata. Ma la gelosia riesplode dopo il matrimonio tra Lola e Alfio: Turiddu, ormai non più per amore ma per semplice ripicca, è deciso a possedere la donna. Inizia, così, a corteggiare Santa, la figlia del massaio Cola e dirimpettaia di Alfio e Lola. I due innamorati ogni sera trascorrono il tempo a chiacchierare e a dirsi parole dolci, "che tutto il vicinato non parlava d'altro". Turiddu raggiunge presto il suo obiettivo: Lola ascolta i due ogni sera, "nascosta dietro il vaso di basilico, e si faceva pallida e rossa". Gelosissima, è la stessa donna a concedersi al giovane:  i due ricominciano a salutarsi e a frequentarsi, ed alla fine Turiddu diviene l'amante di Lola. Quando Santa se ne accorse "gli batté la finestra sul muso", amareggiata e soprattutto molto arrabbiata.
Si avvicina intanto la Pasqua e Lola, che ha sognato dell'uva nera, dice a Turiddu che vuole andare a confessarsi, dal momento che il marito è in giro con le mule per le fiere, e si insospettirebbe se venisse a sapere che non l'ha fatto. Specialmente Lola è preoccupata per il sogno dell'uva che, secondo la mentalità locale siciliana, significa guai per il suo innamorato.
Quando compare Alfio ritorna con tanti soldi e una bella veste nuova in regalo per la moglie, Santa gli rivela il tradimento di quest'ultima, per vendicarsi di Turiddu.
 
Turiddu, che da quando era tornato il marito di Lola, "non bazzicava più di giorno per la stradicciuola, e smaltiva l'uggia all'osteria cogli amici", vede entrare Alfio che lo invita a trovarsi allo spuntare del sole sullo stradone per parlare "di quell'affare". I due si scambiano il "bacio della sfida". "Turiddu stringe fra i denti l'orecchio del carrettiere, e così fa la promessa solenne di non mancare".
Il giorno dopo Turiddu dà l'addio a sua madre, mentre, contemporaneamente, Alfio lascia intendere a Lola quello che sta per succedere. I due uomini si incontrano e, dopo aver percorso un tratto di strada insieme, danno il via al duello a colpi di pugnale, l'uno deciso ad ammazzare l'altro. Pare che Turiddu, sebbene ferito al braccio sinistro, abbia la meglio su Alfio. Ma il mulattiere acceca a tradimento l'avversario e lo finisce con una coltellata alla gola "senza dargli il tempo di proferire nemmeno: - Ah, mamma mia!" e con quella coltellata vendica non solo l'onore ma anche l'amore.

## La rivendicazione di Verga
È uno dei testi più noti di Giovanni Verga: infatti la trama venne utilizzata per il libretto dell'omonima opera di Pietro Mascagni. L'opera riscosse un gran successo, ma Verga aprì una causa per plagio. La causa fu vinta da Verga che venne risarcito; ciò gli garantì, per un certo periodo di tempo, una discreta tranquillità finanziaria.